# Formula One 2003
Formula One 2003 é um jogo eletrônico baseado na Temporada de 2003 da Fórmula 1. É o primeiro jogo da série Formula One, com uma licença exclusiva da Formula One Administration. Desenvolvido por Sony Studio Liverpool e publicado por Sony Computer Entertainment Europe, foi lançado exclusivamente para PlayStation 2 em 11 de Julho de 2003.